# 神奈川県立川崎工科高等学校
神奈川県立川崎工科高等学校（かながわけんりつ かわさきこうかこうとうがっこう）は、神奈川県川崎市中原区に所在する神奈川県設置の公立高等学校。本稿では、同地に存在した事実上の前身校である神奈川県立川崎工業高等学校についても記述する。

## 概要
神奈川県立川崎工業高等学校を総合技術高校として再編し、2010年4月に開校した。
川崎工業高校の校地をそのまま使用し、校舎設備は耐震補強工事を施しリニューアルした。1学年は30人8学級、2学年、3学年は40人6学級規模。

## 特色
神奈川県内では3校目となる総合技術高校であり、川崎市内では初となる。1年次では総合的に工業の知識を学び、2年次より化学系、電気系、機械系の6コースに分かれて学習する。また、科学技術振興機構 (JST) による平成23年度SPP採択校になっている。

## 設置課程
- 全日制課程　総合技術科
- 2年次より下記コースを選択
  - 化学系
    - 環境エンジニアコース
    - 食品サイエンスコース

  - 電気系
    - 電気テクノロジーコース
    - 情報メディアコース

  - 機械系
    - 機械エンジニアコース
    - ロボットシステムコース

### 川崎工業高校時
- 全日制
  - 機械科
  - 電気科電子科
  - 化学科化学工学科

## 沿革

### 川崎工業高校
- 1941年（昭和16年） - 神奈川県立川崎工業学校設立認可。機械科と電気科を設置。
- 1943年（昭和18年） - 航空機関科新設。
- 1944年（昭和19年） - 川崎市上平間に移転
- 1946年（昭和21年） - 航空機関科を廃止、土木科を新設。
- 1948年（昭和23年） - 新学制により、神奈川県立川崎工業高等学校と改称。
- 1949年（昭和24年） - 川崎市立工業高等学校と合併。工業化学科を新設。土木科を土木建築科と改称。
- 1952年（昭和27年） - 定時制を設置（機械科、電気科）。
- 1953年（昭和28年） - 電気通信科を新設、土木科と建築科を分離。
- 1958年（昭和33年） - 化学工学科を新設
- 1962年（昭和37年） - 土木科、建築科の募集停止。
- 1963年（昭和38年） - 電気通信科を電子科と改称。
- 1988年（昭和63年） - 工業化学科、化学工学科を統合し化学科と改称。
- 1989年（平成元年） - 電気科、電子科を統合し電気科と改称。
- 1998年（平成10年） - 定時制廃止。
- 2010年（平成22年） - 総合技術高校（神奈川県立川崎工科高等学校）に改編。機械・電気・環境化学分野の3系を設置。

### 川崎工科高校
- 2009年10月（平成21年） - 神奈川県立川崎工科高等学校設立認可。総合技術科を設置
- 2010年04月（平成22年） - 開校
- 2012年03月（平成23年） - 機械科・電気科・化学科を閉科

## 校歌・校章
- 校歌 - 作詞：本多孝、作曲：光井隆
- 校章 - デザイン：奥野和夫

## 著名な出身者

### 川崎工業高校
- 内竜也 - 元プロ野球選手（千葉ロッテマリーンズ）
- 小山田貴雄 - 元プロ野球選手（東京ヤクルトスワローズ）

### 川崎工科高校
- 青柳晃洋 - プロ野球選手（阪神タイガース）

## 交通
- JR南武線 平間駅 徒歩8分
- JR横須賀線 新川崎駅 徒歩15分
- 川崎市営バス 川66・川71・川74 上平間住宅前徒歩5分